# Fairytale of New York
Fairytale of New York ist ein Song der britischen Folk-Punk-Band The Pogues. Er wurde im November 1987 als Single veröffentlicht und erreichte in den britischen Charts den zweiten Platz. In Irland wurde der Song ein Nummer-eins-Hit.

## Geschichte
Das Stück war ursprünglich als Duett zwischen Shane MacGowan und der Bassistin Cait O’Riordan geplant, die die Band aber 1986 verließ, bevor die Aufnahmen fertiggestellt wurden. Die Pogues wurden damals von Steve Lillywhite produziert, der seine Ehefrau, Kirsty MacColl, bat, für eine Probeaufnahme den weiblichen Gesang beizusteuern. Der Gesang MacColls gefiel der Band so gut, dass sie MacColl auch bei den späteren Aufnahmen beibehielten.
Der Song folgt den Gedanken eines irischen Immigranten, der nach einem Alkoholrausch in einer Gefängniszelle schläft. Während ein mit ihm eingesperrter Mann den Song The Rare Old Mountain Dew singt, beginnt der Protagonist, von der Frau im Lied zu träumen. Nach dem Einsetzen der Band in der Mitte des Songs wird das Call-and-Response-Prinzip verwendet, das hier den Dialog zwischen dem Paar darstellt, dessen Hoffnungen von Alkohol und Drogen zerstört wurden.
Die Textzeilen „Sinatra was swinging“ und „cars big as bars“ scheinen den Song in den 50er Jahren anzusiedeln. Jedoch ist es auch möglich, dass die Handlung in den frühen 80er Jahren stattfindet, da Frank Sinatra seine letzte Hitsingle (Theme from New York, New York) 1980 veröffentlichte. Der Titel des Songs wurde dem vom irisch-amerikanischen Schriftsteller J. P. Donleavy geschriebenen Roman A Fairy Tale of New York entnommen. Das Buch basiert auf einem Theaterstück mit demselben Namen, das ebenfalls von Donleavy verfasst wurde.

## Stil
Der Song besteht aus Elementen des Irish Folk sowie aus Elementen eines Weihnachtsliedes. Zusätzlich zu den Instrumenten der Band sind auch Streicherarrangements des irischen Musikers und Komponisten Fiachra Trench zu hören. Kirsty MacColls melodischer Gesang steht als Kontrast zu MacGowans rauer Stimme.

## Musikvideo
Das Musikvideo zum Song ist komplett in Schwarz-Weiß gehalten und beginnt mit einem betrunkenen Shane MacGowan, der von einem Polizisten (Matt Dillon) abgeführt und in eine Gefängniszelle gebracht wird. In der Zelle befindet sich auch Terry Woods, ein weiteres Mitglied der Pogues. Später wird die Band, während sie den Song spielt, gezeigt, dazwischen Aufnahmen von New York und Shane MacGowan mit Kirsty MacColl.
Während der Textzeile „The boys of the NYPD choir were singing Galway Bay“ werden Aufnahmen der NYPD Pipes and Drums gezeigt, da die NYPD keinen Chor hatte. Die NYPD Pipes and Drums kannten „Galway Bay“ jedoch nicht, deshalb spielten sie einen anderen Song, der für das Musikvideo verlangsamt wurde.

## Veröffentlichung
Die Single wurde in Irland und Großbritannien im November 1987 veröffentlicht und erreichte den ersten Platz in den irischen und den zweiten in den britischen Charts. Am 17. Dezember 1987 spielten die Pogues und Kirsty MacColl den Song in der TV-Sendung Top of the Pops, was die Beliebtheit von Fairytale of New York noch mehr steigerte. Die BBC bestand darauf, dass MacColl das Wort „ass“ statt des provokativeren „arse“ verwenden sollte.
Obwohl der Song nach nur einem Monat Verkauf den achtundvierzigsten Platz der meistverkauften Singles des Jahres belegte, verfehlte Fairytale of New York den ersten Platz der Weihnachtscharts, da sich Always on My Mind der Pet Shop Boys besser verkauft hatte. MacGowan kommentierte dies angeblich folgendermaßen: „We were beaten by two queens and a drum machine“ („Wir wurden von zwei Damen/Tunten und einer Drum Machine geschlagen“).
Fairytale of New York wurde im Jahr 1991 wiederveröffentlicht und erreichte den 36. Platz der britischen und den zehnten Platz der irischen Charts. Weihnachten 2005 wurde die Single zum dritten Mal veröffentlicht, sie erreichte in Großbritannien und in Irland den dritten Platz. Durch die Möglichkeit, Musik im Internet herunterzuladen, erreichte der Song in den Jahren 2006–2011 weitere sechs Male die Hitlisten und konnte sich 2007 auf dem dritten Platz der britischen und auf dem vierten der irischen Charts platzieren.
Insgesamt konnte sich die Single 52 Wochen in den Charts halten, erreichte acht Mal die Top 20, darunter sieben Mal in aufeinanderfolgenden Jahren und vier Mal die Top 10, darunter drei Mal in aufeinanderfolgenden Jahren. Damit konnte sich Fairytale of New York auf dem zweiundzwanzigsten Platz der Singles mit dem am längsten anhaltenden Charterfolg platzieren. Diese Leistungen sind für eine Single außergewöhnlich, besonders für eine Single aus dem Genre des Folk-Punks.
Am 22. Dezember 2005 spielten die Pogues den Song zum ersten Mal seit 1988 live im Fernsehen. Der Auftritt war Teil eines Weihnachts-Specials, das von Jonathan Ross moderiert wurde und von BBC One gesendet wurde. Den weiblichen Gesangspart der verstorbenen Kirsty MacColl übernahm Katie Melua.
Der Song konnte sich in mehreren Listen, die aufgrund von Umfragen erstellt wurden, platzieren:
1. The VH1 greatest Christmas song chart three years running, 2004, 2005 and 2006: Erster Platz
2. The Hits’ The Nation’s Favourite Christmas Song countdown: Erster Platz
3. The Music Factory’s favourite Christmas song
4. Number 1 song of the 80s by voters of The Radcliffe & Maconie show
5. Channel 4’s 100 Greatest Christmas Moments: Elfter Platz
6. VH1’s greatest lyrics: Dreiundzwanzigster Platz
7. VH1’s Greatest Songs Never to Make Number One: Siebenundzwanzigster Platz
8. 4Music’s Noddy Holder’s Big Christmas 50: Neunundzwanzigster Platz
9. Q Magazine’s 100 Greatest Ever Songs: Dreiundachtzigster Platz
10. BBC Radio 2’s top 100 greatest songs of all time poll: Vierundachtzigster Platz

## Chartplatzierungen
Fairytale of New York erreichte im Jahr seiner Veröffentlichung Rang zwei der britischen Singlecharts sowie die Chartspitze in Irland. Nachdem die Single nochmals zum Jahreswechsel 1991/92 die britischen und irischen Charts erreichte, platziert sich die Single regelmäßig zum Jahreswechsel seit 2005 in den britischen und irischen Charts. In der Schweiz erreichte Fairytale of New York erstmals zum Jahreswechsel 2018/19 die Charts und erreichte mit Rang 67 seine höchste Chartnotierung. Nachdem der Titel am 11. Dezember 2020 erstmals mit Rang acht die deutschen Single-Trend-Charts erreichte und sich in den Folgewochen weiterhin in der Chartliste platzieren konnte, erreichte die Single letztendlich am 1. Januar 2021 erstmals die Singlecharts und platzierte sich dabei auf Rang 62.
| Periode   | Höchstplatzierung, GesamtwochenChartplatzierungen (Periode, Platzierungen, Wochen) | Höchstplatzierung, GesamtwochenChartplatzierungen (Periode, Platzierungen, Wochen) | Höchstplatzierung, GesamtwochenChartplatzierungen (Periode, Platzierungen, Wochen) | Höchstplatzierung, GesamtwochenChartplatzierungen (Periode, Platzierungen, Wochen) | Höchstplatzierung, GesamtwochenChartplatzierungen (Periode, Platzierungen, Wochen) |
| Periode   | DE                                                                                 | AT                                                                                 | CH                                                                                 | UK                                                                                 | IE                                                                                 |
| --------- | ---------------------------------------------------------------------------------- | ---------------------------------------------------------------------------------- | ---------------------------------------------------------------------------------- | ---------------------------------------------------------------------------------- | ---------------------------------------------------------------------------------- |
| 1987/88   | —                                                                                  | —                                                                                  | —                                                                                  | UK2 (11 Wo.)UK                                                                     | IE1 (7 Wo.)IE                                                                      |
|           |                                                                                    |                                                                                    |                                                                                    |                                                                                    |                                                                                    |
|           |                                                                                    |                                                                                    |                                                                                    |                                                                                    |                                                                                    |
| 1991/92   | —                                                                                  | —                                                                                  | —                                                                                  | UK36 (5 Wo.)UK                                                                     | IE10 (3 Wo.)IE                                                                     |
|           |                                                                                    |                                                                                    |                                                                                    |                                                                                    |                                                                                    |
|           |                                                                                    |                                                                                    |                                                                                    |                                                                                    |                                                                                    |
| 2005/06   | —                                                                                  | —                                                                                  | —                                                                                  | UK3 (5 Wo.)UK                                                                      | IE4 (8 Wo.)IE                                                                      |
| 2006/07   | —                                                                                  | —                                                                                  | —                                                                                  | UK6 (7 Wo.)UK                                                                      | IE30 (1 Wo.)IE                                                                     |
| 2007/08   | —                                                                                  | —                                                                                  | —                                                                                  | UK4 (6 Wo.)UK                                                                      | IE3 (7 Wo.)IE                                                                      |
| 2008/09   | —                                                                                  | —                                                                                  | —                                                                                  | UK12 (7 Wo.)UK                                                                     | IE8 (6 Wo.)IE                                                                      |
| 2009/10   | —                                                                                  | —                                                                                  | —                                                                                  | UK12 (6 Wo.)UK                                                                     | IE13 (6 Wo.)IE                                                                     |
| 2010/11   | —                                                                                  | —                                                                                  | —                                                                                  | UK17 (7 Wo.)UK                                                                     | IE11 (6 Wo.)IE                                                                     |
| 2011/12   | —                                                                                  | —                                                                                  | —                                                                                  | UK13 (6 Wo.)UK                                                                     | IE7 (6 Wo.)IE                                                                      |
| 2012/13   | —                                                                                  | —                                                                                  | —                                                                                  | UK12 (7 Wo.)UK                                                                     | IE9 (9 Wo.)IE                                                                      |
| 2013/14   | —                                                                                  | —                                                                                  | —                                                                                  | UK14 (6 Wo.)UK                                                                     | IE8 (7 Wo.)IE                                                                      |
| 2014/15   | —                                                                                  | —                                                                                  | —                                                                                  | UK11 (6 Wo.)UK                                                                     | IE10 (7 Wo.)IE                                                                     |
| 2015/16   | —                                                                                  | —                                                                                  | —                                                                                  | UK13 (5 Wo.)UK                                                                     | IE6 (5 Wo.)IE                                                                      |
| 2016/17   | —                                                                                  | —                                                                                  | —                                                                                  | UK15 (5 Wo.)UK                                                                     | IE6 (5 Wo.)IE                                                                      |
| 2017/18   | —                                                                                  | —                                                                                  | —                                                                                  | UK5 (5 Wo.)UK                                                                      | IE2 (6 Wo.)IE                                                                      |
| 2018/19   | —                                                                                  | —                                                                                  | CH92 (1 Wo.)CH                                                                     | UK4 (5 Wo.)UK                                                                      | IE3 (5 Wo.)IE                                                                      |
| 2019/20   | —                                                                                  | —                                                                                  | CH67 (1 Wo.)CH                                                                     | UK4 (5 Wo.)UK                                                                      | IE6 (3 Wo.)IE                                                                      |
| 2020/21   | DE62 (1 Wo.)DE                                                                     | AT71 (1 Wo.)AT                                                                     | CH59 (2 Wo.)CH                                                                     | UK4 (7 Wo.)UK                                                                      | IE7 (7 Wo.)IE                                                                      |
| 2021/22   | DE68 (1 Wo.)DE                                                                     | —                                                                                  | CH48 (2 Wo.)CH                                                                     | UK4 (7 Wo.)UK                                                                      | IE4 (7 Wo.)IE                                                                      |
| 2022/23   | DE74 (1 Wo.)DE                                                                     | —                                                                                  | CH67 (1 Wo.)CH                                                                     | UK8 (6 Wo.)UK                                                                      | IE8 (6 Wo.)IE                                                                      |
| 2023/24   | DE64 (4 Wo.)DE                                                                     | AT57 (2 Wo.)AT                                                                     | CH40 (4 Wo.)CH                                                                     | UK4 (7 Wo.)UK                                                                      | IE1 (6 Wo.)IE                                                                      |
| 2024/25   | DE75 (1 Wo.)DE                                                                     | AT68 (1 Wo.)AT                                                                     | CH55 (1 Wo.)CH                                                                     | UK6 (7 Wo.)UK                                                                      | IE6 (8 Wo.)IE                                                                      |
| Insgesamt | DE62 (8 Wo.)DE                                                                     | AT57 (4 Wo.)AT                                                                     | CH40 (12 Wo.)CH                                                                    | UK2 (138 Wo.)UK                                                                    | IE1 (131 Wo.)IE                                                                    |

| ChartsJahrescharts (2005)    | Platzierung |
| ---------------------------- | ----------- |
| Vereinigtes Königreich (OCC) | 73          |

| ChartsJahrescharts (2007)    | Platzierung |
| ---------------------------- | ----------- |
| Vereinigtes Königreich (OCC) | 89          |

| ChartsJahrescharts (2021)    | Platzierung |
| ---------------------------- | ----------- |
| Vereinigtes Königreich (OCC) | 86          |

| ChartsJahrescharts (2023)    | Platzierung |
| ---------------------------- | ----------- |
| Vereinigtes Königreich (OCC) | 73          |

## Kontroversen
Am 18. Dezember 2007 zensierte das BBC Radio 1 die Wörter „faggot“ und „slut“, die sie für zu provokant hielten. Die Wörter wurden daraufhin überspielt. Kirsty MacColls Mutter Jean nannte die Zensur „lächerlich“, die Pogues hingegen fanden es nach eigener Aussage „amüsant“. Nach der Kritik an der Zensur spielte Radio 1 am selben Tag wieder die Originalversion. Die anderen Radiostationen der BBC, darunter auch das konservative Radio 2, hatten während der Zensurperiode den Song ohne Änderungen gespielt. MTV zensierte die Wörter „faggot“, „slut“ und „arse“.
In seinem Weihnachts-Podcast machte der Comedian Mitch Benn darauf aufmerksam, dass „faggot“ im Irischen und im Scouse-Dialekt eine faule Person bezeichne, wobei in den letzten Jahren Radiosender das Wort wegen seinem homophoben Kontext zensierten.

## Coverversionen
- Christy Moore
- Sinéad O’Connor
- Coldplay
- Ed Sheeran mit Anne-Marie
- KT Tunstall und Ed Harcourt
- Third Eye Blind
- Razorlight
- Dropkick Murphys
- Amy Macdonald
- No Use for a Name
- Ronan Keating
- Stars
- Phil Coulter
- Dustin Kensrue
- Håkan Hellström
- Dustin the Turkey
- Shane MacGowan and the Popes
- The Wurzels
- Mostly Autumn
- Angelo Branduardi mit Fawzia Selama (auf Italienisch als Favola di natale a New York)
- Billy Bragg und Florence Welch
- Katzenjammer mit Ben Caplan und den Trondheimsolisten
- BAP mit Nina Hagen unter dem Titel Weihnachtsnaach
- High Hopes Choir
- Santiano[9]
- Rea Garvey mit Leslie Clio[10]
- Gerd Köster[11]
- Broilers[12]
- The Kelly Family